# Psychologischer Egoismus
Psychologischer Egoismus ist die Überzeugung oder empirisch beobachtete Tatsache, dass alles Streben, Verhalten und Handeln des Menschen, auch das unbewusste, letztlich darauf zielt, sein individuelles Glück oder Wohlbefinden zu erhalten und zu steigern, seine eigenen Wünsche, Interessen und Ziele zu verwirklichen.
Alle Verhaltensphänomene lassen sich nach dieser Auffassung auf dieses Grundstreben zurückführen. Diese Erklärung der tatsächlichen menschlichen Motivation entspricht damit grundsätzlich den bereits von Niccolò Machiavelli, Bernard Mandeville und Adam Smith gezeichneten Menschenbildern, welche gleichsam egoistische Ziele und Affekte als die eigentlichen Antriebsfedern allen menschlichen Handelns ausmachten.
Der auf modernen Erkenntnissen der Neurologie beruhende emotionale amoralische Egoismus wird in der Gegenwart von Nayef R. F. Al-Rodhan vertreten.
Obwohl dies die herrschende Auffassung in den Humanwissenschaften ist und sie auch in den Alltagsauffassungen der Menschen weite Verbreitung hat, gibt es doch Phänomene, die dieser Auffassung zu widersprechen scheinen, wie z. B. altruistisches Verhalten und Handeln. Vertreter des psychologischen Egoismus versuchen, auch diese Phänomene auf Egoismus zurückzuführen, indem sie Nachweise zu erbringen suchen, wie altruistisches Handeln, das auf das Wohl anderer zielt, letztlich doch nur darin motiviert ist, das Eigenwohl zu erhalten oder zu steigern (→ Reziproker Altruismus).
Beispielhaft für eine derartige Argumentation wäre etwa: altruistisches/gemeinnütziges Verhalten (wie z. B. eine Spende) dient in Wirklichkeit dem menschlichen Wunsch, ein gutes Gewissen zu haben, oder dass andere Menschen gut von einem denken. Die Goldene Regel wird so zu einer Erfolgsformel und gesellschaftliche Übereinkünfte in Form von Gesetzen dienen einzig dazu, einen selbst vor dem Egoismus anderer zu schützen. Diese Argumentation kann aber als teils selbst-widersprüchlich widerlegt werden. Hierzu gibt es folgende Anekdote über Abraham Lincoln, der zu Gunsten des psychologischen Egoismus argumentiert, als er in einer Kutsche mit einem Herrn darüber angeregt diskutiert. Die beiden fahren über eine Brücke und Lincoln beobachtet bei der Überfahrt, wie am Ufer des Flusses einige Ferkel im Schlamm feststecken. Die Mutter der Ferkel versucht verzweifelt, diese zu retten, ist dazu jedoch nicht in der Lage. Lincoln beugt sich vor zu dem Kutscher und bittet ihn, kurz anzuhalten. Daraufhin läuft er zum Ufer und befreit die Ferkel. Zurück in der Kutsche entbrennt wieder die Diskussion und der andere Mitfahrer meint, dass das doch der beste Beweis für altruistisches Verhalten der Menschen gewesen sei. Lincoln widerspricht dem und meint, es bestätige viel eher, dass er nur egoistisch motiviert gehandelt habe, weil ihn sonst bis zum Ende seiner Tage der sinnlose Tod dieser Tiere gequält hätte. Der Widerspruch besteht nun darin, dass Lincoln dieses Gefühl und die daraus folgende Qual nur dann ausbilden kann, wenn er an sich bereits mitfühlend ist/denkt. Wäre er tatsächlich ausschließlich egoistisch orientiert, könnte sich das Mitgefühl anderen gegenüber nicht herausbilden. Ob dies nun aber wirklich ein Widerspruch ist, ist äußerst fragwürdig, da Mitgefühl durch sogenannte Spiegelneuronen entsteht und naturgegeben ist.
Somit wurde Lincoln als mitfühlendes Wesen geboren, was seinen Egoismus zwar umlenkt, aber nicht ausschließt.
Der Begriff „psychologischer Egoismus“ bezeichnet eine vermutete Tatsächlichkeit und ist nicht mit einer Bewertung verbunden.